# Tiago Volpi
- Liga MX - 2025

Tiago Luís Volpi (Blumenau, Santa Catarina, Brasil; 19 de diciembre de 1990) es un futbolista brasileño que juega como portero. Actualmente, milita en el Grêmio.

## Legado deportivo
Tiago, es primo de los hermanos y también porteros Neto Volpi y  Fabian Volpi.

## Trayectoria

### Inicio
Thiago Volpi ha jugado en clubes como Toluca, Fluminense, y en Gremio donde actualmente juega.

### Figueirense F.C.
En 2012 Tiago Volpi fue contratado por Figueirense F.C., pero solo recibió su gran oportunidad en 2013, desde entonces con su reproductor de derecho garantizado ayudó al equipo a ganar el acceso a la elite Campeonato Brasileño de Fútbol 2014 y el título de Campeonato Santa Catarina 2014.
En 25 de mayo de 2014, Tiago recibió una placa en honor de los 50 partidos con la camiseta Huracán Estrecho.

### Querétaro F.C.
Después de tres semanas de negociaciones, el 20 de diciembre de 2014, se confirmó la transferencia de Volpi para el equipo mexicano Querétaro F.C.. Debuta el 24 de enero de 2015 en partido contra el C.F. Pachuca en un partido que acabó perdiendo 2-1 con el Querétaro F.C., inicio muy bien atajando buenas llegadas y evitando a que se hiciera un partido de goleada. El siguiente partido contra Veracruz inició de titular, teniendo un buen partido y evitando que los veracruzanos se llevaran el triunfo, el partido terminó 1-1 valiendo el punto para su equipo. Con la llegada del nuevo técnico Víctor Manuel Vucetich, conocido como el Rey Midas, el equipo empleó mejor táctica y haciendo mejores juegos, factor en el que Volpi destacó en varios partidos para clasificar a la liguilla, en mano de su compatriota Ronaldinho destacaron partidos como el Atlas de Guadalajara, Club Tijuana, y Club América dicho partido hizo actuaciones destacadas y goleando al Campeón de México con un resultado de 4-0.

### São Paulo F. C.
El 23 de diciembre de 2018, Volpi regresó a Brasil, firmando por São Paulo F. C.  con un préstamo a un año con opción de compra.
Un año después, el 24 de diciembre de 2019, São Paulo anunció la firma permanente de Volpi, quien firmó un contrato hasta diciembre de 2023. São Paulo pagó US $ 5 millones al equipo mexicano Querétaro F.C. por la transferencia permanente de Volpi.

### Deportivo Toluca F.C.
En 2022, Tiago Volpi llega al Deportivo Toluca F.C. Los Diablos Rojos pagaron un total de 2.5 millones de euros con un contrato a 2 años. El equipo rojo lo presentó un 29 de Mayo.

## Clubes

### Como jugador
| Club                  | País   | Año         |
| --------------------- | ------ | ----------- |
| E. C. São José        | Brasil | 2010 - 2011 |
| Luverdense E. C.      | Brasil | 2011        |
| Figueirense F.C       | Brasil | 2012 - 2015 |
| Querétaro F. C.       | México | 2015 - 2018 |
| São Paulo F. C.       | Brasil | 2019 - 2022 |
| Deportivo Toluca F.C. | México | 2022 - 2025 |

## Palmarés y distinciones

### Campeonatos regionales
| Título                 | Equipo          | Estado | Año  |
| ---------------------- | --------------- | ------ | ---- |
| Campeonato Catarinense | Figueirense F.C | Brasil | 2014 |
| Campeonato Catarinense | Figueirense F.C | Brasil | 2015 |
| Campeonato Paulista    | São Paulo       | Brasil | 2021 |

### Campeonatos nacionales
| Título           | Club           | País      | Año  |
| ---------------- | -------------- | --------- | ---- |
| Copa MX          | Querétaro F.C. | México    | 2016 |
| Supercopa MX     | Querétaro F.C. | México    | 2017 |
| Primera División | Toluca F.C.    | 🇲🇽 México | 2025 |

Toluca Campeón 2025